# Округ Рејган (Тексас)
Округ Рејган (енгл. Reagan County) је округ у америчкој савезној држави Тексас. По попису из 2010. године број становника је 3.367.

## Демографија
Према попису становништва из 2010. у округу је живело 3.367 становника, што је 41 (1,2%) становника више него 2000. године.
| Група             | 2000.         | 2010.         |
| Белци             | 1.545 (46,5%) | 1.219 (36,2%) |
| Афроамериканци    | 100 (3,0%)    | 70 (2,1%)     |
| Азијати           | 9 (0,3%)      | 6 (0,2%)      |
| Хиспаноамериканци | 1.646 (49,5%) | 2.051 (60,9%) |
| Укупно            | 3.326         | 3.367         |